# Lankesteria alba
Lankesteria alba är en akantusväxtart som beskrevs av Gustav Lindau. Lankesteria alba ingår i släktet Lankesteria och familjen akantusväxter. Inga underarter finns listade i Catalogue of Life.